# Arta bizantină

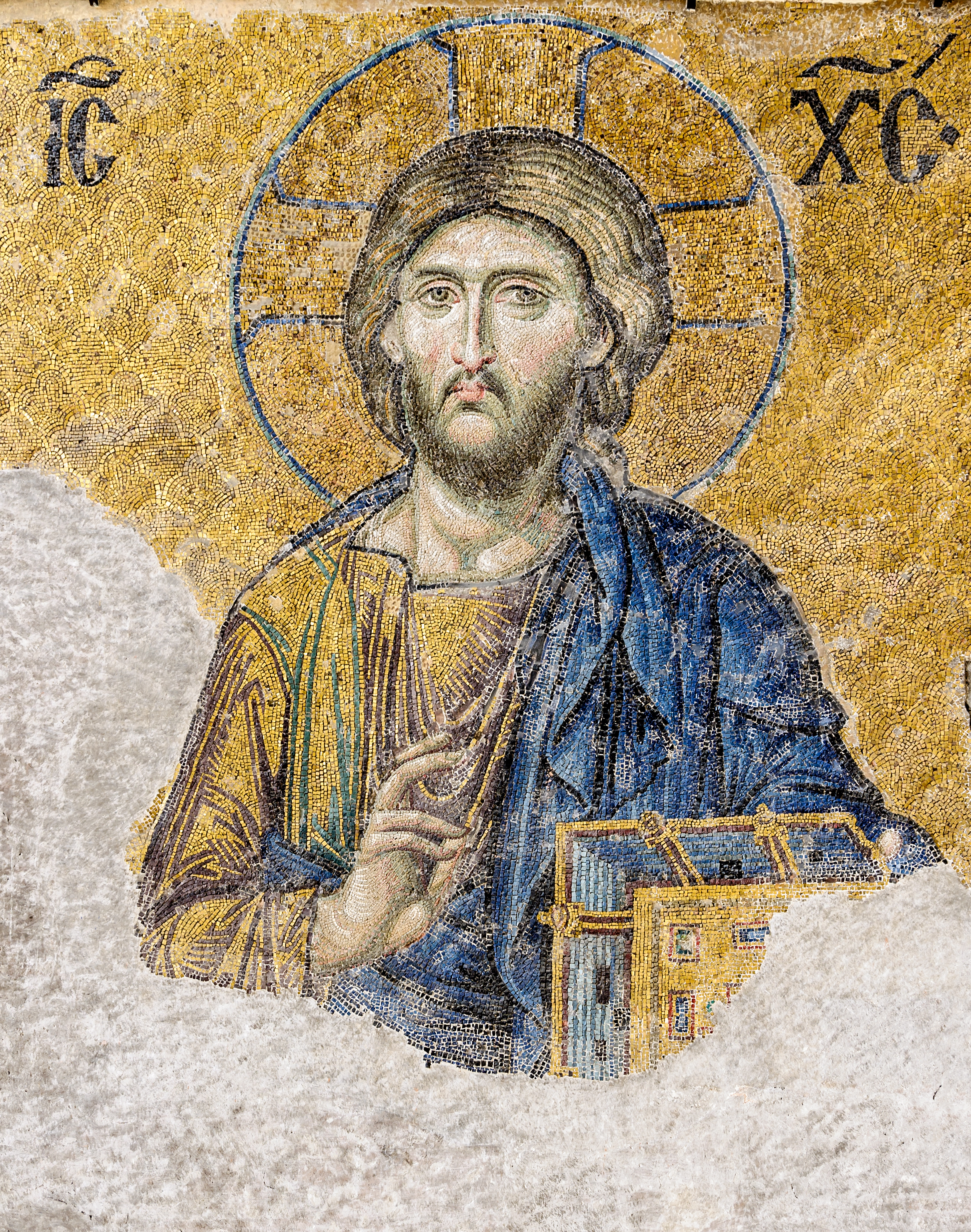
Hristos Pantocrator,
Una dinre cele mai celebre icoane din Hagia Sophia-
mozaic datat în sec. al XII-lea.

Arta bizantină s-a dezvoltat pe teritoriile Imperiului Bizantin începând cu anul 476 până în anul 1453.
Arta bizantină s-a dezvoltat din arta Imperiului Roman, care la rândul ei, a fost influențată de arta Greciei Antice. O estetică complet nouă va marca arta bizantină. Noua estetică avea ca principală însușire "abstractizarea". Dacă arta clasică era marcată de încercări de a crea reprezentări ce imitau realitatea cât mai veridic, arta bizantină pare a abandona aceste încercări în favoarea unei abordări mai simbolice. Bizantinii își vedeau arta ca fiind profund naturalistă cu rădăcini ce duceau până la capodoperele lui Fidias, Apelles și Zeuxis.

## Caracteristici generale
- corelația cu creștinismul: cultura și arta bizantină au constituit instrumentul de propagandă a religiei creștine, dar și a puterii imperiale, a autorității bazileului. Arta avea rolul de a impresiona, de a înălța sufletul către divinitate.
- dualism: exista o artă oficială închinata bazileului și elaborată la curtea de la Constantinopole și mai exista o componentă populară, specifică mediilor formate din călugări și oameni simpli, care era promovată de mănăstiri și de școli locale. Între cele două direcții existau influențe reciproce.
- tradiționalism: păstrarea regulilor și canoanelor care determină stabilitatea artei și lipsa ei de libertate creativă și fantezie. Cu rare excepții, artiștii bizantini sunt anonimi, conservatori, păstrători ai regulilor odata stabilite. Orice inovație adoptată devine regulă, ceea ce explică evoluția înceată și fără salturi a întregii arte.
- lipsa de omogenitate și unitate: dincolo de un numitor comun, cum ar fi iconografia și mijloacele de exprimare în pictură, există în plan local trăsături de individualizare, specifice diferitelor școli și centre existente pe teritoriul imperiului.

## Perioada timpurie (secolele IV-V)
Două evenimente majore au marcat această perioadă:
- Edictul de la Milano, promulgat de Constantin cel Mare și Licinius în 313 care a permis creștinismului să devină o religie publică și implicit artei creștine să evolueze.
- Inaugurarea Constantinopolului (330), care avea să devină nu numai capitala, ci și centrul artistic al Imperiului Roman de Răsărit.

Constantin cel Mare inițiază un program complex privind dezvoltarea capitalei ce-i poartă numele. Apar noi spații publice cu grupuri statuare, se construiește forumul lui Constantin. Acesta avea în centru Columna lui Constantin, deasupra având statuia împăratului reprezentat precum zeul Apollo. , apar biserici, se construiește catedrala Hagia Sophia și se începe construirea Bisericii Sfinților Apostoli.
Să menționăm și Hipodromul, amenajat tot în această perioadă, un adevărat focar sportiv și cultural al marelui oraș. Putea găzdui peste 100.000 de spectatori.

## Epoca lui Iustinian (secolul al VI-lea)

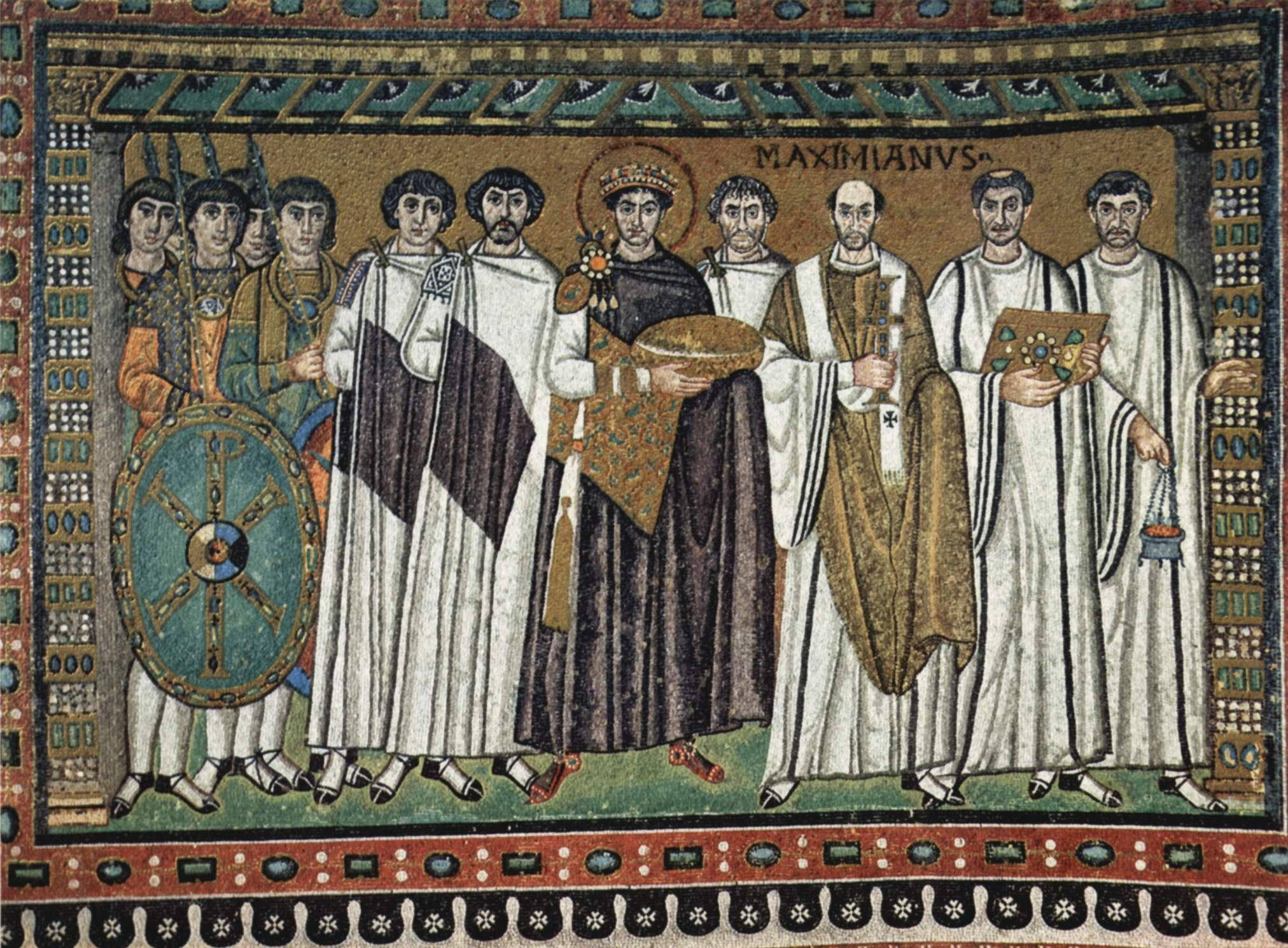
Mozaic din Bazilica San Vitale reprezentându-l pe Iustinian

În perioada lui Iustinian (527 - 565), arta bizantină cunoaște apogeul. Are loc recucerirea (temporară) a Italiei și implicit amestecul dintre tradițiile romane, orientale și creștine. În Constantinopol și în Ravenna se ridică adevărate monumente arhitectonice decorate cu mozaic, fildeș, aur.
Iustinian nu numai că a pus bazele unui imperiu absolut, codificând legile și impunând supușilor religia creștină, dar a inițiat și un vast program de construcții, descris de istoricul său de curte, Procopius din Cezareea, în lucrarea De Ædificiis.
Iată câteva din realizările acestei epoci:
- Reconstrucția catedralei Hagia Sophia[9], care fusese distrusă în timpul Răscoalei Nika.
- 550: Continuarea lucrării la Bisericii Sfinților Apostoli din Constantinopol.[10]
- 527 - 565: Ridicarea Mănăstirii St. Caterina din Peninsula Sinai.[11]
- 527 - 548: Începe construcția bazilicii San Vitale din Ravenna.[12]

## Iconoclasmul (secolele VIII-IX)
Călugării au dezvoltat credința în icoane, acestea devenind un intermediar între credincioși și Dumnezeu.
Astfel, icoanele s-au răspândit foarte mult, ceea ce a determinat o reacție împotriva lor.
Iconoclasmul este luptă pentru interzicerea icoanelor și a sfintelor moaște.
Sunt distruse un număr impresionant de opere de pictură (mai ales icoane), frescă, mozaic.
Multe mănăstiri sunt închise, iar călugării iau calea exilului spre Italia, Rusia, Bulgaria, Serbia și Țările Române, unde vor propaga tradiția artei bizantine.
În Italia (dar și în celelalte țări), acești călugări construiesc numeroase biserici și mănăstiri decorate cu mozaicuri și fresce.
Aceste lăcașe de cult devin focare de cultură bizantină și vor exercita o deosebită influență asupra picturii italiene de mai târziu.

## Renașterea paleologă (secolul al XIV-lea)
Deși sub dinastia Paleologilor începe decăderea Imperiului Bizantin, arta păstrează o notă de splendoare și fast.
Fresca înlocuiește complet mozaicul și este dispusă pe toată suprafața peretelui.
Subiectele sunt îmbogățite cu noi episoade din viața lui Iisus sau ale sfinților.
Personajele sunt surprinse în mișcare, concretizată prin gesturi avântate, libere, falduri fluturânde.
Chipurile sunt mai puțin severe, mai delicate, iar paleta cromatică este rafinată, cu efecte pitorești.
Treptat se produce desprinderea școlilor naționale de pictură de sub influența bizantină, fiecare evoluând pe un drum propriu.